# Словения на «Евровидении-2009»
Словения приняла участие в международном вокально-музыкальном конкурсе «Евровидение» в 2009. От страны выступил коллектив Quartissimo с песней Love Symphony.

## Ход конкурса
Объявлены имена 6 песен, написанных приглашенными композиторами, принимающими участие в словенском отборе EMA:
- Alya in Rudi Bucar — Zadnji dan
- Samuel Lucas — Vse bi zate dal
- Omar Naber — I still carry on
- Cuki — Mal 'Naprej pa mal' nazaj
- Eva Cerne — Vse
- Langa & Manca Spik — Zaigraj muzikant

В финале национального отбора участвовало 14 артистов, несколько композиций исполнил победитель Евровидения-2008 Дима Билан. Представителя Словении на конкурсе выбрали телезрители посредством голосования — им оказалась группа Quartissimo с песней Love Symphony. Автор текста и музыки этой композиции, Андрей Бабич, так или иначе участвовал в Евровидении четырежды, написав песни для делегатов от Хорватии (2003), Боснии и Герцеговины (2005), Словении (2007), а также Португалии (2008). Музыка аранжирована Александром Валеничем. Первоначально песня была сугубо инструментальной и исполнялась струнным квартетом в составе двух скрипок (Мотьяз Багатай, Жига Черар), альта (Люка Дукарич), виолончель (Само Дервишич), однако для участия в Евровидении, регламент которого предписывает присутствие у каждой песни слов, пришлось написать текст песни (в двуязычном варианте: на английском и словенском языках) и пригласить певицу — Мартину Майерле, для которой конкурс 2009 года стал четвёртым в карьере после выступлений в 2003, 2007 и 2008. В Москве к коллективу присоединилась Сандра Факетия — бэк-вокалистка.

## Выступление в Москве
По результатам жеребьёвки Словения попала в 1-ю корзину вместе с другими балканскими и славянскими государствами, приняла участие во втором полуфинале, получив 14 очков и 16 место в группе, не пройдя при этом в финал конкурса.